# Slowenische Badminton-Mannschaftsmeisterschaft 2024
Die Slowenische Badminton-Mannschaftsmeisterschaft der Saison 2023/2024 gewann das Team von BK Ljubljana.

## Endstand
- 1. BK Ljubljana (Maj Poboljšaj, Gal Bizjak, Anja Blazina, Anja Jordan, Ariana Korent, Zarja Žlebnik)
- 2. BK BIT (Zoja Novak, Rok Jerčinovič, Nina Kotar, Jan Krumpak, Tilen Zalar, Eszter Zsolt)
- 3. BK Mladost (Nika Bedič, Nika Fujs, Luka Petrič, Nejc Šendlinger)
- 4. BK Olympija Ljubljana (Špela Alič, Ian Spiller, Tinkara Alič, Gregor Alič, Tej Kolar, Maja Pohar Perme, Mia Spiller)
- 5. BK Medvode (Miha Ivančič, Taja Pipan, Žiga Podgoršek, Tadej Jelenc, Kevin Lin Lenarčič, Lina Pipan)
- 6. BK Konex (Maja Mavec, Miha Sučić, Matic Jaklin, Miha Plevnik Pirkmajer, Ema Korenin)